# Отоа, Себастиан
Себастиан Отоа (дат. Sebastian Otoa; родился 10 октября 2004, Роскилле) — датский футболист, центральный защитник клуба «Дженоа».

## Клубная карьера
Выступал за футбольные академии клубов «Копенгаген» и «Роскилле». Летом 2021 года присоединился к академии «Ольборга». 11 сентября 2022 года дебютировал за «Ольборг» в матче датской Суперлиги против «Люнгбю». 12 июля 2023 года подписал с «Ольборгом» новый контракт до лета 2027 года. 6 октября 2023 года сделал «дубль» в матче против клуба «Хорсенс».

## Карьера в сборной
В 2023 году дебютировал за сборные Дании до 19 и до 20 лет.